# José Diego Pastelero
José Diego Pastelero Corbacho es un entrenador de fútbol español nacido en Valle de Santa Ana (Badajoz) el 22 de julio de 1972. Actualmente se encuentra sin equipo tras abandonar el Moralo C. P. en 2020.

## Trayectoria deportiva
Sus inicios como entrenador fueron en el equipo juvenil de su pueblo, el Club Deportivo Vadesa, al que dirigió durante dos temporadas antes de hacerse cargo del conjunto de Regional Preferente de Extremadura, al frente del cual estuvo tres campañas, en las que disputó una fase de ascenso a Tercera División.
Desde 2001 hasta 2006 perteneció al Jerez Club de Fútbol, club extremeño que competía en Segunda División B, donde estuvo dos temporadas y media como ayudante de José Antonio Vázquez Bermejo y posteriormente como primer entrenador.
Su siguiente destino fue la UD Melilla, a la que dirigió, también en Segunda B, durante tres temporadas, quedándose en la última a las puertas de clasificar al equipo para la fase de ascenso a Segunda División.
En 2010 José Diego Pastelero sustituye a Carlos Orúe en el banquillo de la AD Ceuta, el cual fue destituido lunes tras perder contra el Real Betis B (0-1) y quedarse el equipo fuera de las posiciones de ascenso.
En noviembre de 2010 sustituye a Juan Marrero como entrenador del Extremadura Unión Deportiva, pero en marzo de 2011 fue cesado y reemplazado por Raúl Procopio.
Durante la temporada 2011-2012 vuelve a entrenar al Jerez C.F. en Tercera División.
Para la segunda vuelta de la temporada 2014-2015, José Diego Pastelero es elegido primer entrenador del Club Deportivo Badajoz sustituyendo a Víctor López al frente del banquillo pacense en Tercera División.
En la temporada 2016-17, dirige a la Unión Polideportiva Plasencia en el Grupo XIV de la Tercera División de España abandonando el cargo en 2018.
Un año después firma con el Moralo C.P. para la temporada 2019-20 donde estaría una temporada.

## Trayectoria como entrenador
- 2003-2006: Jerez Club de Fútbol
- 2006-2009: Unión Deportiva Melilla
- 2009-2010: Asociación Deportiva Ceuta
- 2010-2011: Extremadura Unión Deportiva
- 2011-2012: Jerez Club de Fútbol
- 2015-2016: Club Deportivo Badajoz
- 2016-2017: Unión Polideportiva Plasencia
- 2019-2020: Moralo C.P.